# 50 лет Организации Объединённых Наций
«50 лет Организации Объединённых Наций» — серебряная монета номиналом в 2 000 000 карбованцев, выпущенная Национальным банком Украины в 1995 году в честь 50-летия ООН. Была введена в обращение 7 марта 1996 года. Входит в серию монет «Другие монеты».

## Описание и характеристики монеты
| Номинал   | Метал             | Масса | Диаметр | Гурт     | Тираж  |
| --------- | ----------------- | ----- | ------- | -------- | ------ |
| 2 000 000 | серебро 925 пробы | 31,1  | 38,61   | рифлёный | 10 000 |

### Аверс
На аверсе монеты в центре круга из бусового узора находится изображение малого Государственного Герба Украины, обставленного с обеих сторон ветвями калины. Над гербом поставлена дата чеканки монеты — 1995. За бусовым узором расположены круговые надписи: «УКРАИНА», внизу — номинал монеты в 2 миллиона карбованцев.

### Реверс
На реверсе монеты — изображение планеты Земля, на котором размещены флаги стран мира, а на верхушке шара изображена эмблема ООН и число «50». За шаром располагаются круговые надписи: «Nations United for peace», и снизу «Нации, объединённые ради мира».

## Авторы
- Эскизы — Ивахненко, Александр Андреевич (Аверс), Джон Лоббан (Реверс).
- Модели — Джон Лоббан.